# Jupiter (Cave In)
Jupiter è il secondo album della metal band Cave In, pubblicato nell'estate del 2000. Ha segnato un cambiamento nello stile della band, allontanatasi dal loro precedente suono hardcore e iniziando a sperimentare più elementi di rock spaziale e rock psichedelico.
Nel dicembre 2009 la rivista Decibel ha definito Jupiter il secondo miglior album metal del decennio.

## Tracce
1. Jupiter – 3:17
2. In the Stream of Commerce – 5:28
3. Big Riff – 6:54
4. Innuendo and Out the Other – 6:11
5. Brain Candle – 3:28
6. Requiem – 9:02
7. Decay of the Delay – 4:15
8. New Moon – 5:42